# Olgierd Łukaszewicz
Olgierd Marian Łukaszewicz (ur. 7 września 1946 w Chorzowie) – polski aktor teatralny, telewizyjny i filmowy oraz działacz kulturalny i społeczny. W latach 2002–2005 i 2011–2018 prezes Związku Artystów Scen Polskich (ZASP).

## Życiorys
Absolwent VII Liceum Ogólnokształcącego w Katowicach. W 1968 ukończył Państwową Wyższą Szkołę Teatralną w Krakowie.
Występował w Teatrze Rozmaitości w Krakowie (1968–1970), a następnie przeniósł się do Warszawy. Związany z warszawskimi teatrami: Dramatycznym (1970–1973), Współczesnym (1973–1974), Powszechnym (1974–1986) i Studio (1986–1997).
W 1988 wyjechał do Wiednia. Na niemieckojęzycznych scenach występował nieprzerwanie osiem lat, m.in. dwa sezony był etatowym aktorem Teatru Miejskiego w Bonn. Po powrocie do kraju został aktorem Teatru Narodowego (1997–2001), a w 2000 wrócił na deski Teatru Współczesnego. Od 2003 jest w zespole Teatru Polskiego.
W 1997 podczas Festiwalu Gwiazd w Międzyzdrojach odcisnął dłoń na Promenadzie Gwiazd.
Był pomysłodawcą i inicjatorem kilku niecodziennych akcji aktorów warszawskich scen. W Dzień Wszystkich Świętych 1999 przed Teatrem Narodowym odbył się „Namiot Przymierza” będący happeningiem-posłaniem aktorów polskich poświęconym pamięci Żydów oraz w 2000 „Sybir – ostatnie pożegnanie” – hołd złożony zesłańcom. Był inspiratorem „Nocy pielgrzyma” – misterium teatralnego ku czci Juliusza Słowackiego, które odbyło się 29 września 2001 z okazji odsłonięcia pomnika poety na Placu Bankowym w Warszawie.

Artystą być to rodzaj powołania. Jak istnieje etos inteligenta niosącego kaganek oświaty, tak istnieje etos artysty, który dzieli się z widownią tym, co przeżywa, dzieli się zagadką bytu, miłości, ciekawością innego człowieka. Artystą się bywa. Kiedy uda się dotknąć najistotniejszych problemów, filozoficznego skrótu, jakiegoś wyrazu, przenikającego do kości.

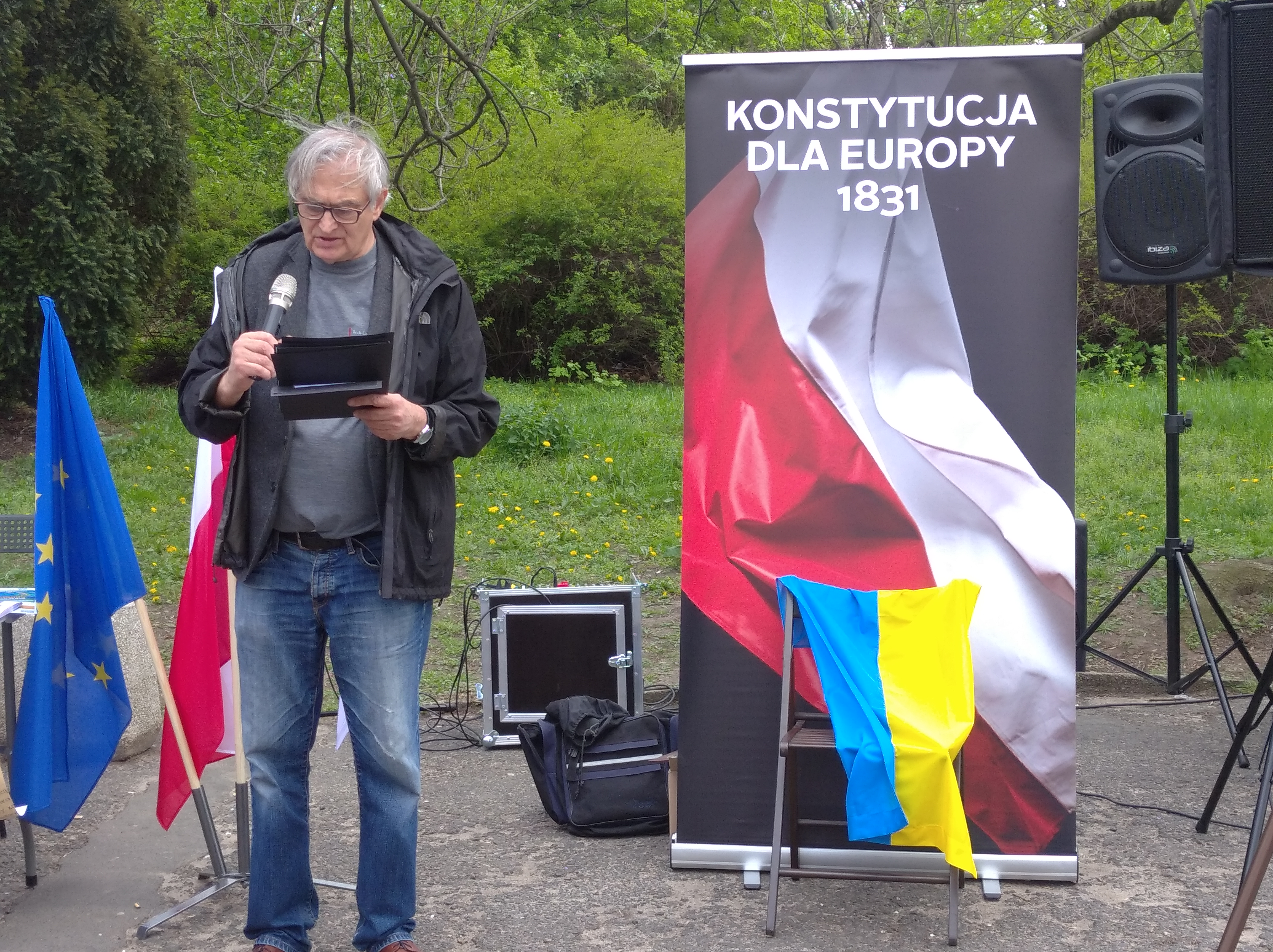
Olgierd Łukaszewicz w trakcie mowy na Tour de KonstytucjaPL w Parku Skaryszewskim (2022).

W latach 2002–2005 był prezesem Związku Artystów Scen Polskich. W 2005 był członkiem Honorowego Komitetu Poparcia Lecha Kaczyńskiego w wyborach prezydenckich. 17 stycznia 2011, podczas 40. Nadzwyczajnego Walnego Zjazdu Delegatów ZASP w Skolimowie, został wybrany ponownie na prezesa ZASP. Tę funkcję pełnił do 15 kwietnia 2018, kiedy to na jego miejsce wybrano Pawła Królikowskiego.
8 grudnia 2017 Olgierd Łukaszewicz ustanowił fundację pod nazwą My Obywatele Unii Europejskiej – Fundacja im. Wojciecha B. Jastrzębowskiego. Ścisłą współpracę z nią zadeklarowała Unia Europejskich Demokratów, na której posiedzeniu rady krajowej wkrótce gościł. W 2018 poparł kandydatury Piotra Ikonowicza oraz Jacka Wojciechowicza na prezydenta Warszawy. W 2019 bez powodzenia kandydował do Parlamentu Europejskiego z listy Wiosny (wcześniej Nowoczesna bezskutecznie rekomendowała go na listę Koalicji Europejskiej).
Ma brata bliźniaka – Jerzego, który jest operatorem filmowym i reżyserem. Mąż aktorki Grażyny Marzec.

## Filmografia

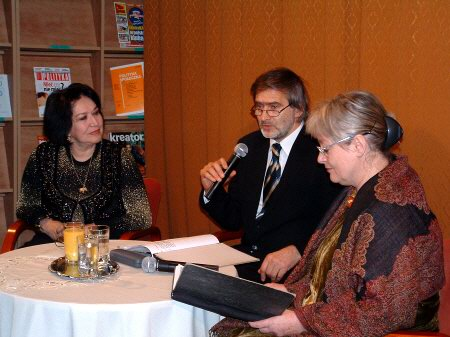
Spotkanie w Bibliotece Publicznej w Dzielnicy Bemowo m.st. Warszawy. Gośćmi Barbary Rybałtowskiej byli Olgierd Łukaszewicz z żoną Grażyną Marzec, 26 stycznia 2006

- 1968: Dancing w kwaterze Hitlera – Waldek
- 1969: Sól ziemi czarnej – Gabriel Basista
- 1969: Znicz olimpijski – polski narciarz
- 1969: Dzieci z naszej szkoły – marynarz (odc. 10)
- 1970: Romantyczni – Władysław Zaborowski
- 1970: Pogoń za Adamem – aktor grający w filmie Zawady rolę „Żbika”
- 1970: Brzezina – Stanisław, brat Bolesława
- 1971: Perła w koronie – Jaś
- 1971: Wezwanie – Stefek Zawada, syn Jadwigi i Wojciecha
- 1971: Bicie serca – zabójca starca
- 1972: Przeprowadzka – kierowca Staszek
- 1972: Wesele – widmo
- 1973: Przyjęcie na dziesięć osób plus trzy – Kazimierz, przewodniczący rady zakładowej
- 1973: Stracona noc – dziedzic Jan
- 1973: Zasieki – Andrzej
- 1974: Zwycięstwo – oficer niemiecki
- 1975: Dzieje grzechu – Zygmunt Szczerbic, właściciel majątku Zgliszcze, chlebodawca Niepołomskiego, kochanek Ewy
- 1975: Noce i dnie – Janusz Ostrzeński, syn Michaliny i Daniela
- 1975: Znikąd donikąd – „Kordian”
- 1976: Zaklęty dwór – Juliusz Żwirski
- 1976: Dagny – Władysław Emeryk
- 1977: Noce i dnie – Janusz Ostrzeński, syn Michaliny i Daniela
- 1977: Lalka – Leon, przewodniczący tajnego zebrania studentów (odc. 2)
- 1977: Jörg Ratgeb, malarz – biskup
- 1978: Układ krążenia – mąż Ewy Brzeskiej (odc. 7)
- 1978: Sowizdrzał świętokrzyski – Jan Kolasa
- 1979: Lekcja martwego języka – porucznik Alfred Kiekeritz
- 1979: Operacja Himmler – Schollenberg, przyjaciel Melhorna
- 1980: Królowa Bona – Ferdynand I, cesarz Świętego Cesarstwa Rzymskiego Narodu Niemieckiego, król Czech i Węgier (odc. 1 i 10)
- 1980: Gorączka – Marek „Leon”
- 1980: Głosy – Broniarek
- 1981: Ślepy bokser – Skwara, dyrektor gabinetu Leśniaka
- 1981: Szarża, czyli przypomnienie kanonu – lektor przy apelu poległych
- 1981: Klejnot wolnego sumienia – Henryk III Walezy
- 1982: Wilczyca – Otto von Furstenberg, kochanek hrabiny Julii
- 1982: Dolina Issy – Wiktor, brat Romualda
- 1982: Przesłuchanie – Konstanty, mąż Antoniny Dziwisz
- 1982: Raport Sonii
- 1983: Seksmisja – Albert Starski (Albercik)
- 1983: Widziadło – Władysław Jelonek
- 1983: Wierna rzeka – Józef Odrowąż
- 1983: Wir – Marek
- 1984: Zamiana – znajomy Tolka z pracy
- 1985: Dziewczęta z Nowolipek – aktor gwałcący Frankę
- 1985: C.K. Dezerterzy – dezerter z lasu
- 1986: Magnat – Franzel, syn Hansa Heinricha
- 1986: Rykowisko – ksiądz
- 1986: Borys Godunow – Mikołaj Czernikowski
- 1986: Biała wizytówka – Franzel, syn Hansa Heinricha
- 1987: Kingsajz – Paragraf
- 1987: Krótki film o zabijaniu – Andrzej Geller, mąż Doroty
- 1987: Zabij mnie glino – Marian Puciałło, kochanek Teresy Popczykowej
- 1988: Dotknięci – doktor Kramer
- 1988: Alchemik – alchemik Sendivius
- 1988: Alchemik Sendivius – alchemik Sendivius
- 1988: Dekalog II – Andrzej Geller, mąż Doroty
- 1988: Dekalog V – Andrzej Geller, mąż Doroty
- 1989: Modrzejewska – Wincenty Rapacki
- 1989: Sztuka kochania – adwokat Pasikonika
- 1991: Kobieta na wojnie – pułkownik Schwenke
- 1992: Nocne ptaki – pisarz Julian Kisielecki
- 1993: Jańcio Wodnik – dziad
- 1993: König der letzten Tage – Jan Matthys
- 1995: Awantura o Basię – Adam Bzowski, ojciec Basi
- 1995: Deborah – Marek Wawrowski
- 1995: Pokuszenie – ksiądz
- 1996: Awantura o Basię – Adam Bzowski, ojciec Basi (odc. 10-12)
- 1997: Sława i chwała – Edgar Szyller
- 1998: Amok – Leopold Kast, ojciec Maćka
- 1998: Siedlisko – Piotr Zarzycki, przyjaciel Kalinowskich
- 2000: Bajland – malarz Szagal, przyjaciel Horoszków
- 2000: Twarze i maski – Ryszard Gałecki
- 2000: Daleko od okna – wysłannik Reginy
- 2001: Miasteczko – mecenas Tadeusz Dudziewicz, przyjaciel Pietrasa (odc. 60 i 61)
- 2001: Przeprowadzki – książę Piotr Dowgiłło (odc. 8)
- 2001: Marszałek Piłsudski – książę Eustachy Sapieha
- 2001: Wiedźmin – czarodziej Stregobor
- 2002: Wiedźmin (serial) – czarodziej Stregobor (odc. 10)
- 2002: Kariera Nikosia Dyzmy – premier
- 2002–2011: Plebania – Aleksander Lubiniecki, syn księcia Ksawerego
- 2003: Ubu Król – rotmistrz Bardior
- 2004: Karol. Człowiek, który został papieżem – Karol Wojtyła, ojciec późniejszego papieża
- 2005: Pensjonat pod Różą – Adam Wierzewski, ojciec Bartka (odc. 42 i 43)
- 2007: Katyń – kapelan
- 2007: Regina – Aleksander Popiel
- 2007: Jutro idziemy do kina – ojciec Krysi
- 2008–2010: Czas honoru – dowódca „Czesława”, później „Doktora” i „Krawca”
- 2008: Doręczyciel – poeta (odc. 8)
- 2009: Generał Nil – gen. August Emil Fieldorf ps. „Nil”
- 2009: Miasto z morza – inż. Tadeusz Wenda, kierownik budowy portu w Gdyni
- 2009: Miasto z morza (serial) – inż. Tadeusz Wenda, kierownik budowy portu w Gdyni
- 2010: Mistyfikacja – Maciej Witkiewicz
- 2010: Mała matura 1947 – Wiliński, dyrektor szkoły
- 2010: Mała matura 1947 – Wiliński, dyrektor szkoły (odc. 1, 3 i 4)
- 2010: 1920. Wojna i miłość – Maurycy Olszyński, ojciec Zofii
- 2011: Daas – Jakub Frank
- 2011: Uwikłanie – Rudzki
- 2012–2014: M jak miłość – profesor Kazan
- 2013: Ojciec Mateusz – Stanisław Wilk (odc. 112)
- 2013: W imię... – biskup
- 2013: Biegnij, chłopcze, biegnij – doktor Żurawski
- 2014: Kamienie na szaniec – dr Trojanowski
- 2014: Bunny – ojciec Blanki
- 2015: Wyklęty – mężczyzna w celi
- 2015: Na dobre i na złe – Andrzej Pietrzak, ojciec Oli
- 2018: Solid Gold – generał Wilkosz
- 2018: Jak pies z kotem – Andrzej
- 2022: Gang Zielonej Rękawiczki – Henryk

## Polski dubbing
- 1981: Miłość ci wszystko wybaczy – Hrabia Michał „Miś” Zborowski
- 1995: Rob Roy – Rob Roy
- 1998: Rudolf czerwononosy renifer – Śmiałek
- 1999: Inspektor Gadżet – Sanford Scolex/Szpon
- 2000: Rocky i Łoś Superktoś – prezydent Signoff
- 2001: W pustyni i w puszczy – Mahdi
- 2005: Jan Paweł II: Nie lękajcie się – Karol Wojtyła (dorosły)
- 2005: Jan Paweł II – kard. Adam Sapieha
- 2009: Gwiazda Kopernika
- 2012: Frankenweenie – pan Rzykruski
- 2014: Kapitan Ameryka: Zimowy żołnierz – Alexander Pierce
- 2015: Ant-Man – Hank Pym
- 2017: Logan: Wolverine – Charles Xavier
- 2018: Ant-Man i Osa – Hank Pym

## Ordery, odznaczenia i nagrody
- Złota Odznaka Honorowa za Zasługi dla Województwa Śląskiego – Katowice 2017, leg nr. 5269
- Złoty Medal „Zasłużony Kulturze Gloria Artis” (2014), leg nr. 632
- Krzyż Oficerski Orderu Odrodzenia Polski (2013) „Za wybitne zasługi dla kultury narodowej, za osiągnięcia w twórczości artystycznej i działalności społecznej”[11][12]
- Splendor Splendorów „Za pasję, która inspiruje i za inspiracje, które poszerzają horyzonty sztuki” (2011)[13]
- Statuetka „Polski Walczącej” przyznawanej w dowód uznania przez Światowy Związek Żołnierzy Armii Krajowej (2009)
- Krzyż Zasługi I Klasy Orderu Zasługi RFN (2008, Niemcy)
- Srebrny Medal „Zasłużony Kulturze Gloria Artis” (2005)[14]
- Złoty Medal „Za Zasługi dla Obronności Kraju” (2002)
- "Zasłużony dla Warszawy" - Za zasługi dla Miasta Stołecznego Warszawy (21.04.2002)
- Krzyż Kawalerski Orderu Odrodzenia Polski (2000)
- Srebrny Krzyż Zasługi (1979)
- Odznaka Zasłużony Działacz Kultury (!5.05.1978) leg nr. 1324-78-5

### Odznaczenia i nagrody branżowe
- Nagroda na 43 Festiwalu Polskich Filmów Fabularnych w kategorii DRUGOPLANOWA ROLA MĘSKA - za film "Jak pies z kotem" w reżyserii J. Kondratiuka
- "Wielka Nagroda" XVII Festiwalu Teatru Polskiego i Teatru Telewizji Polskiej "Dwa Teatry – Sopot 2016" przyznana przez Krajową Radę Radiofonii i Telewizji za wybitne kreacje aktorskie w Teatrze Polskiego Radia i Teatrze Telewizji Polskiej.
- Nagroda na 9 Festiwalu Teatrów Jednego Aktora we Wrocławiu za Psalmy Dawida w przekładzie Romana Brandstaettera (1986)
- Nagroda na 24 Festiwalu Polskich Sztuk Współczesnych we Wrocławiu za rolę Franza w Pułapce Tadeusza Różewicza w Teatrze Studio w Warszawie (1984)
- Nagroda im. Zbyszka Cybulskiego za wybitne osiągnięcia aktorskie (1970)